# أبارابيتا
أبارابيتا (بالبوليفية: Aparapita)؛ هو مصطلح ظهر في بوليفيا للإشارة للشخص المسؤول عن نقل المواد التجارية المختلفة على ظهره  في أسواق بوليفيا. وهم رجال من أصل أيماري هاجروا إلى المدن نتيجة للفقر. في عام 2019 م، قدرت دراسة بلدية في مدينة لاباز أن 60٪ من الأشخاص الذين مارسوا هذه التجارة يعيشون في ظروف من الفقر المعتدل والمدقع.

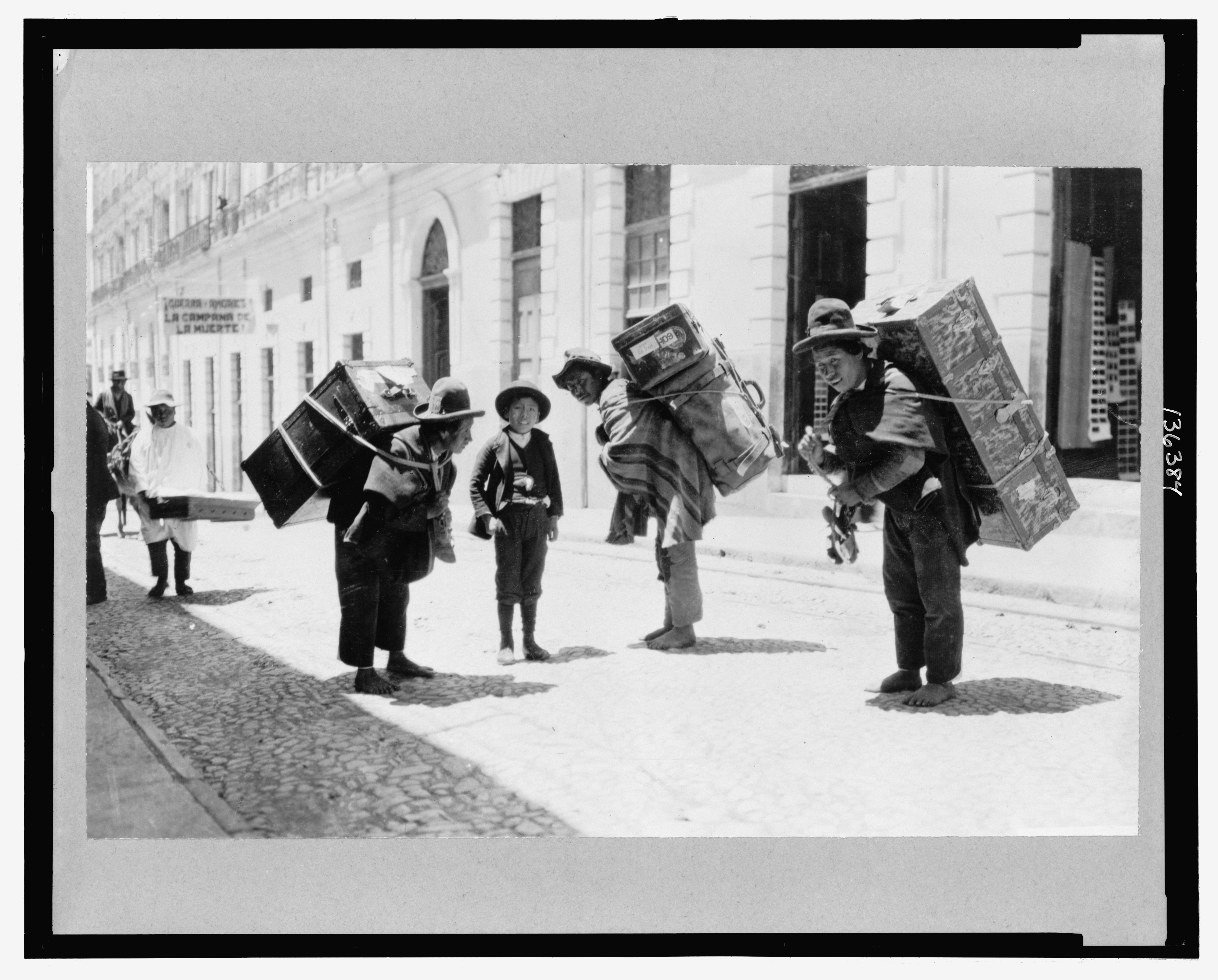
ناقلو السلع التجارية (الأبارابيتا) في شارع التجارة في لاباز ، الصورة ملتقطة بين عامي 1890 و 1923.

## التسمية
تعود أصول كلمة "aparapita" إلى لغة أيمارا. تترجم كاتبة لاباز خايمي ساينز (1921-1986) "aparapita" على أنها «الشخص الذي يحمل» ،  على الرغم من أنه يمكن ترجمتها أيضًا «خذها معي».
من المحتمل أن المصطلح يأتي من مجموعة من الكلمات "apiri" والتي تعني «الشخص الذي يحمل» و "apita" والتي يمكن ترجمتها على أنها «خذني» أو «تم تحميلها».

## ملابس الأبارابيتا
واحدة من السمات الرئيسية للأبارابيتا في الملابس أنهم يرتدون السراويل الرثة والحقائب ذات الرقع. من وجهة نظر أدبية، فإن وصف هذه السمات التي قدمها خايمي ساينز في رواية «فيليبي ديلجادو» عام 1979 هو الأكثر تأثيرًا وقد استمد منه المفاهيم الفلسفية والأكاديمية. بالإضافة إلى الحقيبة، عادةً ما يحمل الحمالون حبلًا مصنوعًا من جلد الغنم أو اللاما يصل طوله إلى ثلاثة أمتار. يحمل هذا الحبل في اليد أو يربط عند الخصر.

## الجانب الاجتماعي
تم استكشاف الأباربيتا بكونها شخصية اجتماعية بسبب ما يكنفها من أسرار. وهذا ما يفسر التمثيل الفني والأكاديمي الواسع الذي تم تقديمه عنه.
لا تتناسب هذه الشخصية مع التقسيم الطبقي الاجتماعي البوليفي للعصر الجمهوري، لأنه لا يمكن احتسابه لا أبيض ولا مختلطا ولا أصليًا. مما يجعله عرضة للتمييز عند جميع الفئات الاجتماعية الحالية.
يمكن اعتبار الأبارابيتا فوضوية لأنها لا تحتاج إلى التغلب على المجتمع أو حتى الانتماء إليه بالكامل. إن شخصيته الوحيدة تجعله يعيش دائمًا في الحدود الحضرية، مع الأخذ في الاعتبار المساحات الرئيسية في الأسواق.

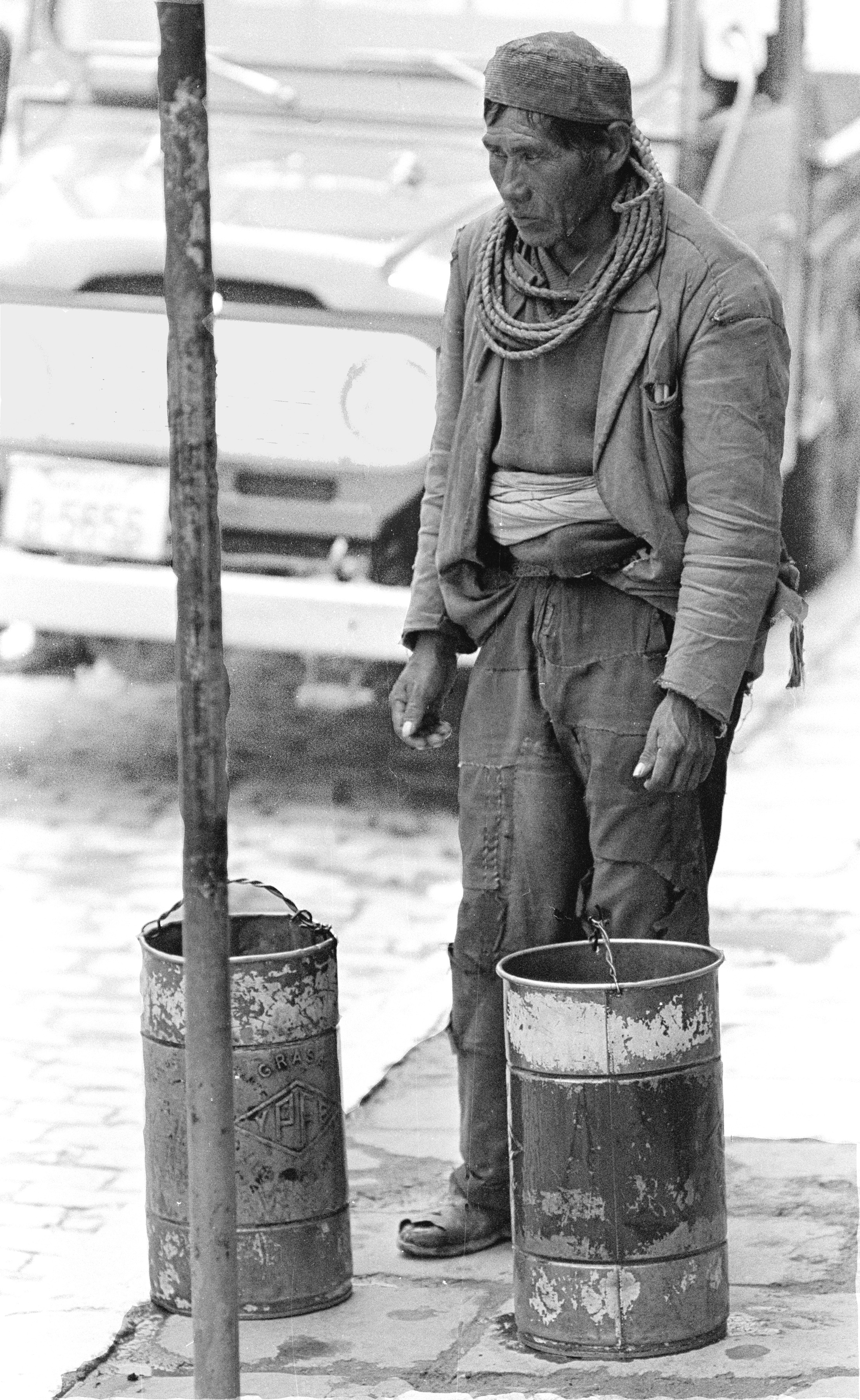
صورة لأبارابيتا

أصبح الاستهلاك المفرط للكحول ومضغ ورقة الكوكا لتحمل الظروف القاسية في المرتفعات سمة مميزة له. مقاومته العالية للكحول هي موضوع متكرر في الأعمال الأدبية. لا يتردد المؤلفون في التأكيد على أن الكحول هو الذي سينهي أخيرًا حياة الأبارابيتا.

## المهنة الحديثة
على الرغم من أن المصطلح لا يزال يستخدم في العديد من مناطق بوليفيا، وخاصة في الأسواق الشعبية مثل معرض مدينة إل ألتو، إلا أن المهنة قد تم تحديثها. الأبارابيتايون الحديثون، تركوا الملابس المذكورة أعلاه لمزيد من الملابس التقليدية.

## في الثقافة

### في الأدب
الأبارابيتا هي شخصية أساسية في العمل الأدبي لجايمي ساينز. يظهر في معظم منشوراته، مع التركيز بشكل أكبر على:
- الأباربيتا في لا باز (El aparapita de La Paz)، [4] مقال نُشر في مجلة فيرتيكل ماجازين (1972) حيث تكثف من مقاربتها لهذه الشخصية الحضرية.
- فيليبي ديلجادو، [5] رواية نشرت في عام 1979. في هذا العمل، تظهر الأبارابيتا زميلا للشرب من الشخصية الرئيسية. بالإضافة إلى ذلك، يتم إجراء تحليل مفصل لحقيبة الأبارابيتا، والذي يلعب دورًا رائدًا في جميع مراحل العمل.
- صور باسانياس، [6] حيث يقدم وصفًا للنثر للأبارابيتا، مصحوبة بصور التقطها خافيير مولينا باريوس.[7]

وبالمثل، تظهر هذه الشخصية الأنديزية في أعمال مؤرخ لاباز فيكتور هوجو فيسكاررا (1958-2006).
- كان في حالة سكر لكنني أتذكر، [8] مذكرات نشرت في عام 2002. في هذا العمل، يتم سرد الجوانب اليومية من حياة الأبارابيتيون، مما يسلط الضوء على إدمانهم على الكحول والبقاء على قيد الحياة في ليالي لاباز.

### في المسرح
المرجع المسرحي الرئيس هو مسرحية «أبارابيتا» لديفيد مونداكا، حيث يستخدم الممثل شظايا من الفصول الأولى من رواية «فيليبي ديلغادو».

### في الموسيقى
قامت مجموعة آتيجو (Atajo) بتأليف أغنية «أبارابيتا»  التي تُروي فيها قصة مزارع اضطر إلى الهجرة إلى المدينة تاركًا وراءه عائلته ليصبح ناقلا للبضائع على ظهره. تدين الرسائل في الأغنية صراحة التمييز الذي يعاني منه الأبارابيتا.

### في الرسم
إن شخصية الأبارابيتا هي شخصية متكررة في أعمال الرسامين البوليفيين رييكاردو فلوريس كويسبي (1953) وإنريكي آرنال (1932-2016). يظهر أيضًا في بعض الأعمال التي قام بها الفنان غاستون أوغالدي (1946).

### في الإدارة الثقافية
تدير إلياس بلانكو ماماني مشروعًا ثقافيًا للنشر والتسجيل الفني يسمى «متحف أبارابيتا».

## قائمة المراجع
- ساينز، خايمي، «صور من لاباز - أماكن وسكان المدينة»، ديفوسيون، لاباز، 1979.
- ساينز، خايمي، «فيليب ديلجادو»، نشر، لاباز، 1979.
- Saenz ، Jaime ، "Aparapita de La Paz"، مقال مدرج في Prosa breve ، Ed. Plural ، La Paz ، 2008.
- Viscarra ، فيكتور هوغو، «كان سكرانًا ولكني أتذكر - ذكريات فيكتور هوغو»، افتتاحية Correveidile ، لاباز، 2002